# Zvonko Popović
Zvonko Popović (in serbo Звонко Поповић?; Krupanj, 24 dicembre 1961) è un allenatore di calcio ed ex calciatore serbo, in precedenza jugoslavo, di ruolo difensore.

## Carriera
Nel 2009 ha guidato gli Under-15 e nel 2017 gli Under-13 dell'FK Partizan ai successi della Gallini World Cup.